# 雲古約區

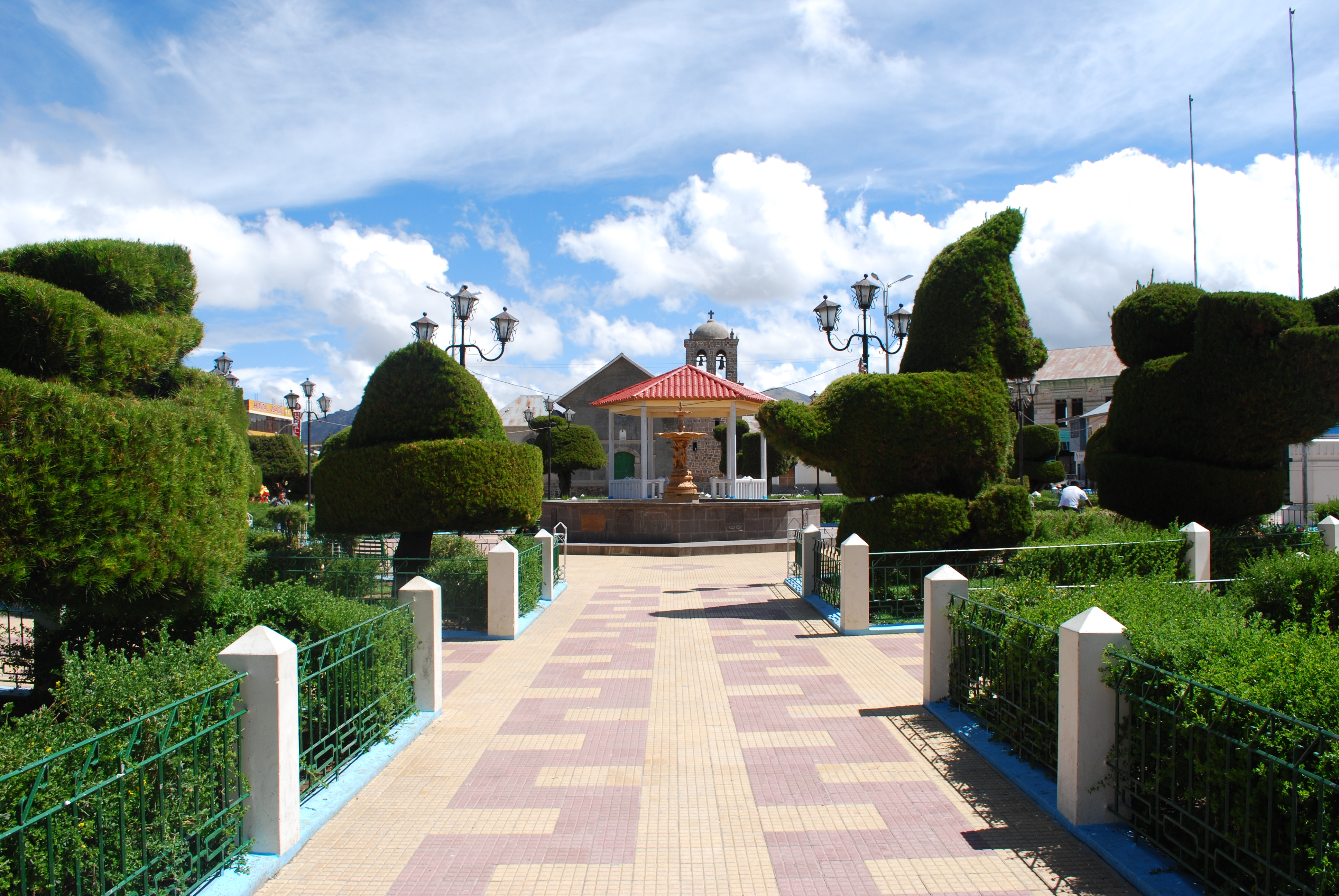

雲古約區（西班牙語：Distrito de Yunguyo），是秘魯的一個區，位於該國東南部普諾大區的永古約省，面積170.59平方公里，海拔高度3,826米，2005年人口31,772，人口密度每平方公里190人。